# Zijldiep
Een zijldiep of Sieltief (soms ook  zijltocht,  zijlmaar, zijlsloot of zijlroede) genoemd, is een kanaal dat naar een spuisluis of zijl leidt.
Een deel van de rivier Lauwers wordt Zijldiep genoemd. Zijldiep is ook een verouderde naam voor het Winsumerdiep. Termunterzijldiep is een afwateringskanaal in Oost-Groningen. het Bellingwolder ZIjldiep is niet meer voorhanden.
Zijldiep is tevens een straatnaam in Bellingwolde en Dordrecht.